# مک‌گرگور (تگزاس)
مک‌گریگور، تگزاس (به انگلیسی: McGregor, Texas) یک شهر در ایالات متحده آمریکا با جمعیت ۴٬۷۲۷ نفر است که در تگزاس واقع شده‌است.

## موقعیت جغرافیایی
موقعیت جغرافیایی شهرها و مناطق اطراف به شرح زیر است: